# Markus Nutivaara
Markus Nutivaara, född 6 juni 1994, är en finländsk professionell ishockeyback som spelar för Columbus Blue Jackets i National Hockey League (NHL). Han har tidigare spelat på lägre nivåer för Oulun Kärpät i Liiga och Jokipojat och Hokki i Mestis.
Nutivaara draftades i sjunde rundan i 2015 års draft av Columbus Blue Jackets som 189:e spelare totalt.

## Statistik
| 2013–2014     | Jokipojat             | Mestis        | 11 | 0 | 3  | 3  | 4  | —  | — | — | —  | — |
| 2014–2015     | Oulun Kärpät          | Liiga         | 35 | 0 | 2  | 2  | 4  | 16 | 1 | 5 | 6  | 0 |
|               | Hokki                 | Mestis        | 2  | 0 | 2  | 2  | 2  | —  | — | — | —  | — |
| 2015–2016     | Oulun Kärpät          | Liiga         | 50 | 6 | 16 | 22 | 14 | 7  | 1 | 4 | 5  | 0 |
| 2016–2017     | Columbus Blue Jackets | NHL           | 66 | 2 | 5  | 7  | 6  | 2  | 1 | 1 | 2  | 0 |
| NHL totalt    | NHL totalt            | NHL totalt    | 66 | 2 | 5  | 7  | 6  | 2  | 1 | 1 | 2  | 0 |
| Liiga totalt  | Liiga totalt          | Liiga totalt  | 85 | 6 | 18 | 24 | 18 | 23 | 2 | 9 | 11 | 0 |
| Mestis totalt | Mestis totalt         | Mestis totalt | 13 | 0 | 5  | 5  | 6  | —  | — | — | —  | — |